# Les Salles
Les Salles är en kommun i departementet Loire i regionen Auvergne-Rhône-Alpes i centrala Frankrike. Kommunen ligger i kantonen Noirétable som tillhör arrondissementet Montbrison. År 2022 hade Les Salles 562 invånare.

## Befolkningsutveckling
Antalet invånare i kommunen Les Salles
| Referens: INSEE |